# Bernt Moe
Bernt Moe, född den 1 juni 1814 i Kristiania (nuvarande Oslo), död där den 5 juni 1850, var en norsk personhistoriker. 
Moe, som var assistent i riksarkivet, utgav och författade nästan ensam den viktiga "Tidsskrift for den norske personalhistorie" (1840-50), inalles ej fullt 2 band, "Actstykker til den norske krigshistorie under kong Frederik den fjerde" (1838-40) och Biographiske efterretninger om Eidsvolds-repræsentanter og storthingsmænd i tidsrummet 1814-45 (1845).